# غابرييلا نيكوليسكو
غابرييلا نيكوليسكو مواليد 7 يونيو 1986 في جمهورية رومانيا الاشتراكية، هي لاعبة كرة مضرب رومانية سابقة بدأت مسيرتها كمحترفة سنة 2002، اعتزلت اللعب في 2008. أعلى تصنيف لها في الفردي كان المركز الـ 376 في سنة 2005. أعلى تصنيف لها في الزوجي كان المركز الـ 199 في سنة 2006.

## روابط خارجية
- غابرييلا نيكوليسكو على موقع رابطة محترفات التنس (الإنجليزية)
- غابرييلا نيكوليسكو على موقع الاتحاد الدولي لكرة المضرب (الإنجليزية)
- غابرييلا نيكوليسكو على موقع كأس بيلي جين كينغ (الإنجليزية)
- غابرييلا نيكوليسكو على موقع خلاصة التنس.كوم (الإنجليزية)